# Rattus arrogans
Rattus arrogans — один з видів гризунів роду пацюків (Rattus).

## Таксономічні примітки
Цей вид часто вважається підвидом Rattus niobe. Був визнаний, умовно, як окремий вид згідно з Musser and Carleton (2005) в очікуванні подальшого вивчення.

## Поширення
Цей вид поширений у горах Центральної та Західної Нової Гвінеї (Індонезія) між 2200 і 4100 метрів над рівнем моря. Мешкає в гірських мохових лісах і альпійських місцях проживання.

## Загрози та охорона
Здається, немає серйозних загроз для цього виду. Присутній у ряді охоронних територіях.